# Kaiserpoller-Geländer

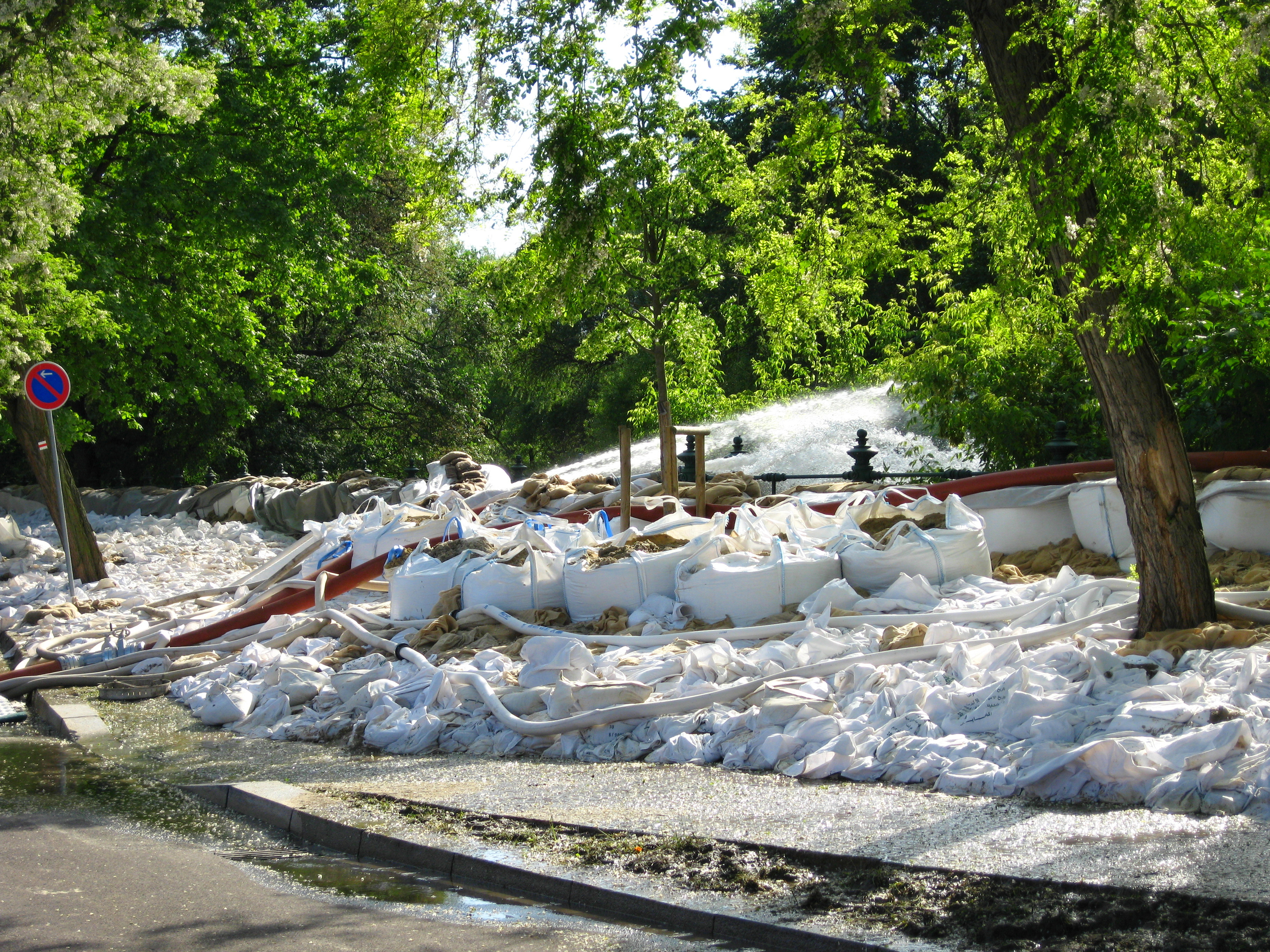
Kaiserpoller-Geländer während des Elbehochwassers 2013, aus dem Sandsackwall ragen nur noch die Spitzen des Geländers hervor

Das Kaiserpoller-Geländer war ein denkmalgeschütztes Geländer einer Uferbefestigung in Magdeburg in Sachsen-Anhalt.
Es befand sich auf der Westseite der Turmschanzenstraße am Ufer der Alten Elbe im Stadtteil Brückfeld. Die historische Uferbefestigung bestand aus einem gusseisernen Geländer, das auf der Ufermauer aufstand. Die einzelnen Pfeiler des Geländers waren jeweils durch drei Streben miteinander verbunden.
Beim Elbhochwasser 2013 stieg das Wasser so hoch, dass der Bereich des Geländers durch einen Sandsackdamm gesichert werden musste, um die Flutung des Stadtteils Brückfeld zu verhindern. Nach dem Hochwasser wurden die Hochwasserschutzmaßnahmen in dem Bereich verändert und eine Hochwasserschutzmauer errichtet. Dabei wurde das Kaiserpoller-Geländer im Jahr 2015 abgerissen.
Im örtlichen Denkmalverzeichnis war das Geländer als Uferbefestigung unter der Erfassungsnummer 094 71335 als Baudenkmal verzeichnet. Das Geländer wurde 2015 aus dem Denkmalverzeichnis ausgetragen.